# Wittgensteiner Platt
Das Wittgensteiner Platt ist ein hessischer Dialekt in der größeren Sprachfamilie des Rheinfränkischen, das in Wittgenstein in Südwestfalen gesprochen wird.

## Verbreitung

Lage des Altkreises Wittgenstein im Bundesland Nordrhein-Westfalen, dessen Ausdehnung ungefähr dem Verbreitungsgebiet des Wittgensteiner Platt entspricht

Das Wittgensteiner Platt wird im Gebiet des ehemaligen Kreises Wittgenstein (vulgo Wittgenstein) gesprochen. Dazu gehören die Städte Bad Berleburg und Bad Laasphe sowie die Gemeinde Erndtebrück mit zusammen rund 42.000 Einwohnern. Der Kreis Wittgenstein wurde am 1. Januar 1975 aufgelöst und mit dem bisherigen Kreis Siegen zusammengefasst, der seit 1984 den Namen Kreis Siegen-Wittgenstein trägt. Zum Sprachgebiet gehören auch die sog. Höhendörfer des Altkreises, nämlich Langewiese, Neuastenberg, Mollseifen und Hoheleye mit zusammen rund 880 Einwohnern; sie wurden zum gleichen Zeitpunkt dem neugebildeten Hochsauerlandkreis zugeordnet und gehören zu der Kleinstadt Winterberg.
Das Wittgensteiner Platt lässt sich einem nördlichen und einem südlichen Sprachbereich zuordnen, Gebiete, die jeweils die Einflüsse der angrenzenden Regionen Westfalens, von Hessen und Nassau aufweisen. Diese beiden Bereiche decken sich ungefähr mit den vom 16. bis ins 19. Jahrhundert bestehenden Wittgensteiner Herrschaftsgebieten der Grafen von Sayn-Wittgenstein-Berleburg und Sayn-Wittgenstein-Hohenstein und sind im Wesentlichen durch die Wasserscheide zwischen Lahn und Eder voneinander getrennt. Mundartlich spielen die erst 1713 gegründeten Höhendörfer eine Sonderrolle, weil sie einen Zusammenhang mit dem niederdeutschen Sprachraum aufweisen. Wie Möhn ausführt, kamen die Siedler zum Teil aus dem benachbarten kurkölnischen Herzogtum Westfalen (dem „Kelschen“), waren katholisch und sprachen niederdeutsche Mundart; teils kamen sie aus dem Süden der Grafschaft, waren reformiert und sprachen mitteldeutsche (Wittgensteiner) Mundart.

## Einordnung in die zweite deutsche Lautverschiebung
Durch die Franken, die in Wittgenstein in den Flusstälern der Eder und Lahn siedelten, wurde die hochdeutsche Lautverschiebung getragen. Die zweite deutsche Lautverschiebung wurde jedoch im gesamten mitteldeutschen Gebiet nur zum Teil vollzogen. Das Wittgensteiner Platt nimmt, vergleichbar mit dem Hinterländer Platt und Siegerländer Platt, denen es nahesteht, eine Mittelstellung zwischen Nieder- und Hochdeutsch ein. Als zweite sprachliche Erscheinung besitzt das Wittgensteiner Platt auch die neuhochdeutsche Diphthongierung.
```
p→ff/f - „p“ statt „pf“: nicht vollzogen. „
Pf
und“ → „
P
und“, „Dam
pf
“ → „Dam
p
“, „A
pf
el“ → „A
pp
el“
t→ss („dat/das“) - „da
t
“ → „dao
s
“.
k→hh/ch („ik/ich“) - „ma
ch
en“ → „mao
ch
en“.
/*d/→/t/ - „d“ statt „t“: nur zum Teil vollzogen. (Töpfchen → 
D
ippche, Vetter → Pe
dd
er)
```

Möhn stellt als Folge dieser Entwicklung heraus, dass Wittgenstein damit zu einem Ausschnitt des hochdeutschen Sprachgebietes (verschiebendes Gebiet), einem nördlichen Teil des Zentralhessischen, wurde und sich von dem gänzlich verschiedenen Niederdeutschen (keine Verschiebung) abhebt. Dies verdient auch deswegen Interesse, weil sich ein Wittgensteiner im Übrigen eher als Westfale, gelegentlich auch als Sauerländer sieht. Besonders beachtlich ist hier die Verwendung von "doas" (das), wofür überall sonst in Nordrhein-Westfalen, selbst im Siegerland, "dat" gebraucht wird.

## Eder-Norden und Lahn-Süden
Bei allen geschriebenen und gesprochenen Texten ist stets zu bedenken, dass es in der kleinräumigen Sprachlandschaft von Ort zu Ort Unterschiede gibt. Der eingangs angesprochene großräumigere Unterschied zwischen dem Eder-Norden und dem Lahn-Süden lässt sich an folgendem demonstrieren:
„u“ wird im Süden meist wie in der hochdeutschen Wortversion, im Norden dagegen oft als „ü“ gesprochen. Beispiele: „Dü, mei Kathrinche, hër mēr mūl zü! Dü bäst mei Wittgestee …“ (typisch Norden); „du Oos stenkst wie e Lurrer“ (typisch Süden, Feudingen – Beispiel von Chr. Hackler) – „dü Ūs stenkst wie e Lürra“ (Norden, Raumland); „dos muss m’r ob un zu du kinn“ (Süden, Feudingen, Chr. Hackler) – „dos müss ma ab un zü dünn kinne“ (Norden, Raumland).
Im Süden sagt man: „each“ (auch) – „so seuhste each aus“ (Feudingen, Chr. Hackler), im Norden „ö“ – „sū siehste ö aus“ (Bad Berleburg).
Außerdem gibt es keine einheitliche Orthographie, so dass sich selbst bei Autoren gleicher Ortsherkunft nennenswerte Unterschiede einstellen können.
Im Folgenden findet sich eine nördliche Version (Bad Berleburg - Raumland).

## Sprichwörter, Sprüche
Wie nicht anders zu erwarten entlehnen die Sprichwörter, stehenden Redensarten oder Sprüche den symbolhaft ins Licht gerückten Vorgang oft dem bäuerlich-ländlichen Leben oder der Natur. Karl Hartnack hat herausgestellt, dass sich in ihnen „nicht nur die Redensart selbst, sondern auch ihrem Tempo und Tonfall nach die Lebensauffassung und Ausdrucksweise der Bewohner“ verkörpert.
„Güd gefriehsteckt helft da ganze Dāg, güd geärntet dos ganze Jūhr, un güd bestott dos ganze Läwe.“ (Gut gefrühstückt hilft für den ganzen Tag, gut geerntet für das ganze Jahr, und gut geheiratet fürs ganze Leben.) - Das Sprichwort steigert das, was gut ist, vom guten Frühstück über die gute Ernte hin zur guten Heirat. „Maare, dütt de Öje uf, bestōre äss kēn Pārekööf.“ (Mädchen, tut die Augen auf, Heiraten ist kein Pferdekauf.) So rät man den Mädchen. „Wenn e āle Schiere brannt, dā helft kē Lösche.“ (Wenn eine alte Scheune brennt, hilft kein Löschen.) - Diese Vermutung gilt für betagte Brautleute.
„Vo anner Laire Haire äss güd Rimme schneire.“ (Von andrer Leute Häute kann man gut Riemen schneiden.) - Das ist auf den gemünzt, der sich auf andrer Leute Kosten bedient. „Wer hie da Plügg ned schärje wäll, dä mürren ē Amerika dänse.“ (Wer hier den Pflug nicht schieben will, muss ihn in Amerika ziehen.) - Den Mühseligkeiten des Lebens entkommt nicht, wer ins gelobte Land zu entweichen sucht. „Wer hie hännerm Plügg stett, müss’n wuannerschter dänse.“ (Wer hier hinter dem Pflug steht, muss ihn andernorts ziehen.) - Wer hier den Ton angibt, ein angenehmes Leben führt, läuft Gefahr, sich andernorts für Andere plagen zu müssen. „Wer em Jibb gebore äss, kemmd sei Läbdāg ē kēn Rock.“ (Wer in der Jacke geboren ist, kommt in seinem ganzen Leben nicht in einen Rock.) - Wer arm geboren ist, kann sich noch so sehr bemühen, er kommt zu nichts.
„Dos äss wie en Hoh uhne Kobb züm Krēh.“ (Das ist wie ein Hahn ohne Kopf zum Krähen.) So kann man eine recht unvollkommene Sache kennzeichnen. „Dos hot da Fuchs merrem Schwanz vermässe.“ (Das hat der Fuchs mit dem Schwanz vermessen.) - Hier ist die Rede von einer groben Schätzung, je nach Lage Fehlschätzung, vielleicht sogar in listiger Absicht. „Hä lēd sei Eier ned ē de Nessel.“ (Er legt seine Eier nicht in die Nesseln.) - Er weiß seine Interessen zu wahren. „Dos äss dämm Hearsch ō d’s Horn gebunne.“ (Das ist dem Hirsch ans Horn gebunden.) - Die Mittel für eine aussichtslose Sache sind verloren.
Selbstverständlich entnimmt der Wittgensteiner seine Pointen aber auch anderen Lebensbereichen. Dafür zwei Beispiele:
„Uff jedes Debbche basst e Deggelche.“ (Auf jedes Töpfchen passt ein Deckelchen.) - Für jede Frage gibt es eine Lösung. "Klēne Debbcher hon ö Ūhre." (Kleine Töpfchen haben auch Ohren.) - So sagt man, wenn kleine Kinder zugegen sind, für deren Ohren das Gespräch nicht bestimmt ist.

## Anekdoten, Witze
Bei geselligen Gelegenheiten erzählt man sich gerne Anekdoten, die Amüsantes, Treffsicheres oder Betrübliches aus dem Bekannten- und Verwandtenkreis oder über ortsbekannte Originale zum Gegenstand haben, dies wiederholt man und manche Geschichte überlebt auf diese Weise Generationen.
Da aiwische Hermann woar werra muul sträwe, su richtisch dampich un duune heeme komme, un sei Kathrinche mochtem om annere Morje kenn Kaffie. Du nahm da Hermann ’s Oweruhr vo da Waand, gab’s em Bahnhoob ee de Gepäckuffbewahringe un saad: "Wenn ech kenn Kaffie krijjen, sinn die ö keener hon". Saare, un fiehr med dem Zuch nu Römmelaand uff de Grüwe. (Hermann aus Aue war wieder einmal sturzbetrunken nach Hause gekommen und sein Kathrinchen machte ihm am nächsten Morgen keinen Kaffee. Da nahm Hermann das Ofenrohr von der Wand, gab es im Bahnhof bei der Gepäckaufbewahrung ab und sagte: "Wenn ich keinen Kaffee bekomme, sollen die auch keinen haben." Das sagte er und fuhr mit dem Zug nach Raumland auf die Grube. Hierzu muss man wissen, dass Hermann jeden Morgen um vier Uhr aufstehen musste, um zu Schichtbeginn rechtzeitig auf der Schiefergrube Heßlar in Raumland anwesend zu sein. Normalerweise stand seine Frau Katharina mit auf, um das Feuer anzumachen und um ihm Kaffee zu kochen.)
Insen Hermann fiehr morjens em Dunkle uhne Lichd merrem Rood num Bahnhoob. Du hillen da Doafbullezisd o un saad: „Awwa Hermann, wie kannst dü da su uhne Lichd em Dunkle fohre?“ „Dū hostes, behaal dasch“, saad da Hermann, dreggtem’s Fohrrod ee de Haand un ging weira. (Unser Hermann fuhr morgens im Dunkeln ohne Licht mit dem Rad zum Bahnhof. Da hielt ihn der Dorfpolizist an und sagte: „Hermann, wie kannst du denn so ohne Licht im Dunkeln fahren?“ „Da hast du es, behalte es“, sagte Hermann, drückte ihm das Fahrrad in die Hand und ging weiter.)
Beim Heina un beim Minna uff'm Lennehob - dä lejjed weid döise - woar werra muul wos Kleenes okomme, ’s fünfte orra sächsde woarsch. Nu nem halwe Juhr mennde ’s Minna endlich: „Nü müssten ma’s awwa ö dööfe losse.“ „Äss güd!“ un da Heiner pigg ee da Korb med de Känne, nahm dos Kleene raus unn stobbde’s een Rucksack. Wie hä beim Panna okãm, saad dä werra da Heiner: „Loss mech dos Kändche doch emuul begücke.“ Da Heiner riehrte em Rucksack rem un wodde ganz blass unn zerrerisch. „Wos äss deer da, Heiner?“ frooden da Panna. „Jo weesde,“ insen Heiner woar richdisch valäje, „dos hie äss da Pütsch vom verijje Jūhr!“ (Bei Heiner und Minna auf dem Lindenhof - er liegt weit draußen- war wieder einmal etwas Kleines angekommen, das fünfte oder sechste war es. Nach einem halben Jahr meinte Minna endlich: „Nun müssten wir es aber auch taufen lassen.“ „Ist gut!“ Und Heiner fasste in den Korb mit den Kindern, nahm die Kleine heraus und stopft sie in einen Rucksack. Als er beim Pfarrer ankam, sagte der zu Heiner: „Lass mich das Kindchen doch einmal sehen.“ Heiner rührte im Rucksack und wurde ganz blass und zitterig. „Was hast du denn, Heiner“ fragte der Pfarrer. „Ja weißt du,“ unser Heiner war ganz verlegen, „das hier ist das Balg vom vorigen Jahr.“)
Und über Opas Talent, den Sprachschatz zu bereichern, erzählt man sich: „Insen Ubba dōt alsemūl Sprüche! Dū kām emūl da klēne Uwe med sein vier Jūhre unn Matschstiwwelscha hänne nē, un wie da Ubba en sōg, sāre: 'Wos wäll dä Watz met sein Solperfisse da hie?“ (Unser Opa sagte bisweilen Sachen! Da kam einmal der kleine Uwe mit seinen vier Jahren und Matschstiefelchen hinten herein, und als der Opa ihn sah, sagte er: ‚Was will der Watz – Eber – mit seinen gepökelten Füßen denn hier?‘)
Vgl. zu den vorstehenden Anekdoten: Online-Mitmachwörterbuch Wittgesteiner-Platt, Ernst Müller und Peter Kickartz.

## Schriftsprache und Platt
Dieter Möhn hat ausgeführt, was die Formen- und Satzlehre angehe, so seien die Abweichungen von der Hochsprache gering. In der Tat ist das Wittgensteiner Platt – deutlich gesprochen – im Vergleich zu mancher anderen Mundart relativ gut für den an die Hochsprache Gewöhnten nachvollziehbar, selbst was die Wortbildung angeht, sieht man von extremen Beispielen wie etwa der oben zitierten „Losung“ ab. Gleichwohl sind einige Eigenheiten nicht ohne Interesse.
Werden diese Eigenheiten in die Hoch- oder Schriftsprache übertragen, so ergibt sich, was Willi Schneider (1978) als „Sprachfehler in der Wittgensteiner Mundart“ bezeichnet. In der Vergangenheit hat es die Wittgensteiner Lehrer wohl verstört, dass ihre Schüler gelegentlich sagten:
|                                | Schriftsprache                | Platt                           |
| ------------------------------ | ----------------------------- | ------------------------------- |
| Schlag der Nagel in die Wand.  | Schlag den Nagel in die Wand. | Schlã der Nãle ē de Wānd.       |
| Das ist meinem Vater sein Hut. | Das ist meines Vaters Hut.    | Dos äss meinem Vadder sein Hüt. |
| Der Brill steht dir gut.       | Die Brille steht dir gut.     | Da Brell stett der gütt.        |
| Komm nach mir.                 | Komm zu mir.                  | Komm nū mēr.                    |
| Er ist größer wie du.          | Er ist größer als du.         | Hä äss gresser wie dü.          |
| Er kief sich einen Stock.      | Er kaufte sich einen Stock.   | Hä kiff sech’n Stock.           |
| Les lauter!                    | Lies lauter!                  | Läs laurer.                     |
| Komm allsemal.                 | Komm mitunter einmal.         | Komm als emūl.                  |

(Beispiele von Willi Schneider)
Dieses Phänomen scheint jedoch allen Mundarten eigen zu sein. Dabei handelt es sich allerdings nicht, wie die Überschrift zu Schneiders Aufsatz es formuliert, um Fehler in der Mundart, sondern um die verfehlte Übernahme mundartlicher Eigenheiten in die Schriftsprache (die möglicherweise in der gesprochenen hochdeutschen Umgangssprache nicht einmal unangebracht sein können).

## Förderung
Das Wittgensteiner Platt erfährt breite Förderung. Zu nennen sind hier beispielsweise: die Mundartlesewettbewerbe des Heimatbundes Siegerland Wittgenstein, das Schaffen der Alertshausener Künstlerin Anke Althaus-Aderhold, der Auftritt der Mundart-Band Hewe Deeg & die Wittgestener Mundart-Guerilla, die vielfältige Förderung durch den Wittgensteiner Heimatverein und den Heimatbund Siegerland-Wittgenstein sowie die örtlichen Heimatvereine, neuerdings aber namentlich auch das Mitmachwörterbuch-Wittgensteiner-Platt. Außerdem befasst sich die Forschungsstelle Siegerland der Universität Siegen (Professur für Germanistik II, Petra Vogel und Petra Solau-Riebel) mit der Erstellung eines Wittgensteiner Sprachatlasses.